# 圣福尔热 (伊夫林省)
圣福尔热（法語：Saint-Forget，法語發音：[sɛ̃ fɔʁʒɛ]）是法国伊夫林省的一个市镇，属于朗布依埃区。

## 地理
圣福尔热（48°42'27"N, 1°59'46"E）面积6 平方千米，位于法国法蘭西島大區伊夫林省，该省份为法国北部内陆省份，北起瓦兹河谷省，西接厄尔省，西南接厄尔-卢瓦省，东南接埃松省，东临上塞纳省。
与圣福尔热接壤的市镇（或旧市镇、城区）包括：舍夫勒斯、舒瓦塞勒、伊夫林地区当皮埃尔、勒梅尼勒圣但尼、圣朗贝尔。
圣福尔热的时区为UTC+01:00、UTC+02:00（夏令时）。

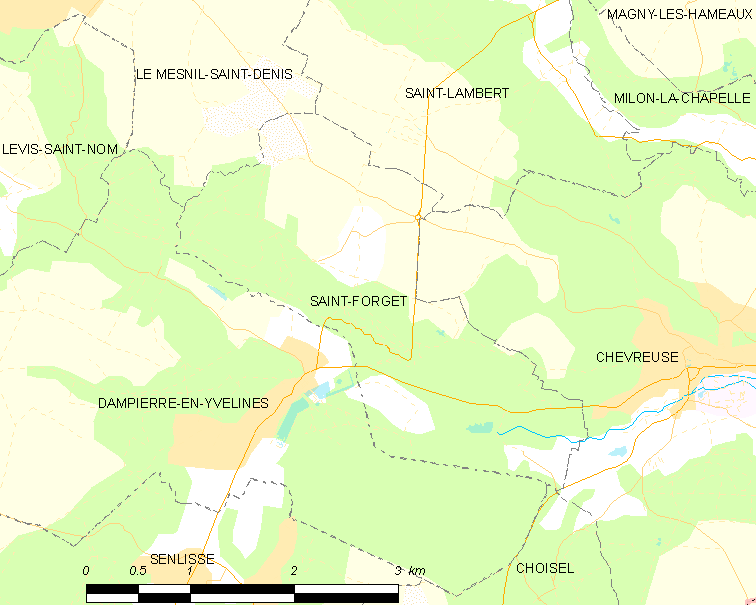
圣福尔热的OSM定位图

## 行政
圣福尔热的邮政编码为78720，INSEE市镇编码为78548。

## 政治
圣福尔热所属的省级选区为莫尔帕县。

## 人口

1962-2008年间圣福尔热人口变化图示

圣福尔热于2022年1月1日时的人口数量为445人。